# Reinhold Schmölzer

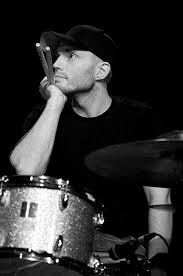
Reini Schmölzer

Reinhold „Reini“ Schmölzer (* 22. November 1983 in Radenthein, Kärnten) ist ein österreichischer Jazzmusiker (Schlagzeug, Komposition und Arrangement).

## Leben und Wirken
Schmölzer wuchs in Radenthein auf und erhielt ab dem Alter von 7 Jahren Schlagzeugunterricht an der Musikschule Spittal an der Drau. Dort konnte er in diversen Jazz/Pop Bands sowie klassischen Orchestern erste Erfahrungen sammeln. Nach seinem Schulabschluss vertiefte er seine Schlagzeug- und Kompositionsstudien am Kärntner Landeskonservatorium, Universität für Musik und darstellende Kunst Graz sowie dem Jazz-Institut Berlin u. a. bei Erich Bachträgl, Howard Curtis, Ed Partyka, John Hollenbeck und David Friedman.
Neben seiner Sideman-Tätigkeit als Schlagzeuger in diversen Projekten arbeitet Schmölzer auch als Arrangeur und Komponist. 2012 kam sein Debüt-Album „Miraculous Loss Of Signal“ mit dem 19-köpfigen Jazz Orchestra „orchest•ra•conteur“ beim Schweizer Label Unit Records heraus. 2016 folgte das zweite Album des Orchesters „Aerial Image“ auf dem gleichen Label.
2013 wurde er zum Metropole Orkest „Arrangers Workshop feat. Richard Bona“ unter der Leitung von Vince Mendoza eingeladen.
Schmölzer tourte durch Europa und begleitete Studioproduktionen bzw. Live-Auftritte mit Künstlern und Formationen wie Rob Bargad, Ed Partyka Jazz Orchestra, David Helbock Trio, Jure Pukl, Michael Erian, Renato Chicco, NDR Bigband, Wayne Darling, Jazzwerkstatt Graz Composers Ensemble, Michael Lagger & Akrostichon, Nina Fiva Sonnenberg, Andi Tausch, Aarhus Jazz Orchestra, Charlotte Greve, Matthias Löscher, Berndt Luef, Graz Composers Orchestra, Malte Schiller´s Red Balloon, Angela Tröndle, Jean-Paul Brodbeck, Hr-Bigband, Bastian Stein, Phil Yaeger, Anton Feinig, RTV Bigband Slovenia, Berndt Luef, Lungau Big Band, Primus Sitter, Karen Asatrian, Ewald Oberleitner und vielen anderen.

## Auszeichnungen
- 2009 „Outstanding Performance Award“ bei „Kodolányi Jazz Comp.“ (Siófok – Hungary)[10]
- 2011 „Jazzverk“ beim Kompositionswettbewerb für Big Band. (Luleå – Schweden)[11]
- 2012 „Down Beat Student Music Awards“ (USA) für sein Jazz Orchestra Arrangement des Stückes „Lotus Flower“ von Radiohead[12]
- 2014 Kulturpreis des Landes Kärnten Förderungspreis
- 2017 Outstanding Artist Award für Musik Bundeskanzleramt Österreich[13]

## Diskographische Hinweise
- We Love Tuesdays Hector’s Trip Wire (Sessionwork Records 2008)
- Berndt Luef Quartet Intimations (FoSta 99009-2009)
- Playgrounds Traveling (CD 3066 – ORF 2009)
- Michael Lagger Akrostichon (Sessionwork Records 2010)
- Playgrounds Circles (Sessionwork Records 2011)
- Michael Lagger Akrostichon & Chor (Sessionwork Records 2011)
- Patrick Dunst Tripod Encounters (Sessionwork Records 2012)
- Reinhold Schmölzer & orchest•ra•conteur Miraculous Loss Of Signal (Unit Records 2012)
- Ed Partyka Jazz Orchestra HITS! (Mons Records 2014)
- Malte Schillers Red Balloon Not so happy (Unit Records 2014)
- Malte Schiller Oktett All the way (Unit Records 2014)
- David Helbock Trio Into the Mystic (ACT (Plattenlabel) Music 2016)
- Reinhold Schmölzer & orchest•ra•conteur Aerial Image (Unit Records 2016)
- Ed Partyka Jazz Orchestra Kopfkino (Mons Records 2017)
- Vincent Veneman 10 (Moonriver Music 2017)[14]

## Kritikerstimmen
„...not only is Reinhold a wonderful drummer, but a first rate arranger & composer with a first rate jazz orchestra...“

„...eine beachtliche Aufnahme, die Reinhold Schmölzers orchest•ra•conteur eigentlich auf die Festivalbühnen katapultieren müsste…“

„...Schmölzer knows how to evoke moods and turn them on to make an impact thus creating a document that heralds the advent of an exceptional musician…“

„…schön, dass es auch auf der Ebene des akustischen Jazz niveauvoll und innovativ weitergeht…“